# Microregiunea Sopron–Fertőd
Microregiunea Sopron–Fertőd (în maghiară Sopron-Fertődi kistérség) a fost o microregiune statistică (kistérség) din județul Győr-Moson-Sopron, Ungaria.
Cu o populație de 100.411 locuitori și o suprafață de 877,17 km2, aceasta a existat până în 2014, când în Ungaria, microregiunile ”kistérségek” au fost înlocuite de districte (járások).